# 川崎絢平
川崎 絢平（かわさき じゅんぺい、1982年2月12日 - ）は、 和歌山県海南市出身の元アマチュア野球選手・日本高校野球指導者。明豊高等学校野球部監督。

## 経歴

### 現役時代
中学時代は「生石ボーイズ」に所属する。
高校は智辯学園和歌山高等学校に進学。1年生の夏から3年連続で夏の甲子園に出場し、1年生夏の第79回全国高等学校野球選手権大会において控え遊撃手として出場し優勝を果たす（選抜高等学校野球大会への出場はなし）。2年夏はベスト16、3年夏はベスト4。
大学は立命館大学に進学。全日本大学野球選手権大会に出場した。同期に松村豊司、1学年下に赤松真人がいた。
大学卒業後は社会人野球のクラブチームである和歌山箕島球友会に所属し、2006年には全日本クラブ野球選手権大会優勝を果たし、社会人野球日本選手権大会に出場した。

### 指導者時代
現役引退後はマツゲンを退社し実家が経営するコンビニエンスストアで勤務していたが、2008年に高校時代の恩師である髙嶋仁に誘われ、母校の智辯学園和歌山高等学校野球部のコーチに就任する。
2011年に明豊高等学校野球部の部長に就任し、2012年の秋から監督として指揮を執る。
2015年の夏の第97回全国高等学校野球選手権大会に監督として初の出場を果たす。
2017年の夏の第99回全国高等学校野球選手権大会では準々決勝に進出。
2019年の春には選抜高等学校野球大会に初出場を果たし準決勝に進出した。同年秋に開催された明治神宮野球大会に初出場する。同年秋の秋季九州大会で優勝し、2020年の春の第92回選抜高等学校野球大会の出場権を得ていたが、コロナ禍のなか中止となる。その救済措置として行われた同年夏の2020年甲子園高校野球交流試合に出場し、岐阜県立岐阜商業高等学校に4対2で勝利した。
2021年の春の第93回選抜高等学校野球大会では大分県勢としては1967年の大分県立津久見高等学校以来、54年ぶりに決勝に進出を果たした。決勝戦の対東海大相模高等学校戦では、9回裏にサヨナラ負けを喫し惜しくも準優勝となる。当大会での明豊高等学校の5試合で無失策は大会史上初の記録となった。

## 人物
規律・道徳に厳しく、監督を務める明豊高校では、「サインを盗まない、盗んだものは試合に出さない」などといった徹底的な教育も行っている。
智辯和歌山時代の恩師である髙嶋仁終身名誉監督も評価する「落ち着きぶり」が選手を強くしたとも言われている。

## 主要大会での成績
- 選抜高等学校野球大会：出場4回[注釈 1]、通算成績 8勝3敗、最高成績・準優勝（2021年）
- 全国高等学校野球選手権大会：出場5回、通算成績、4勝5敗、最高成績・準々決勝進出（2017年）
- 明治神宮野球大会：出場1回、通算成績、0勝1敗、最高成績・準々決勝進出（2019年）

## 指導した主な選手
智辯学園和歌山高等学校
- 岡田俊哉 (中日ドラゴンズ) ※コーチとして
- 西川遥輝 (北海道日本ハムファイターズ) ※コーチとして

明豊高等学校
- 濱田太貴 (東京ヤクルトスワローズ)
- 居谷匠真 (ソフトバンクホークス)
- 京本眞 (読売ジャイアンツ)